# Ostasienspiele 1993/Badminton
Bei den Ostasienspielen 1993 wurden vom 9. bis zum 18. Mai in Shanghai fünf Badmintonwettbewerbe ausgetragen.

## Medaillengewinner
| Disziplin    | Gold                        | Silber                 | Bronze                        |
| ------------ | --------------------------- | ---------------------- | ----------------------------- |
| Herreneinzel | Liu Jun                     | Lee Kwang-jin          | Hu Zhilang                    |
| Herreneinzel | Liu Jun                     | Lee Kwang-jin          | Dong Jiong                    |
| Dameneinzel  | Shen Lianfeng               | Lin Xiaoming           | Kim Ji-hyun                   |
| Dameneinzel  | Shen Lianfeng               | Lin Xiaoming           | Zhang Ning                    |
| Herrendoppel | Jiang Xin Yu Qi             | Huang Zhanzhong Liu Di | Kang Kyung-jin Kim Chul-joong |
| Herrendoppel | Jiang Xin Yu Qi             | Huang Zhanzhong Liu Di | Ger Shin-ming Yang Shih-jeng  |
| Damendoppel  | Kim Shin-young Shon Hye-joo | Qin Yiyuan Zhang Ning  | Guo Jing Lin Xiaoming         |
| Damendoppel  | Kim Shin-young Shon Hye-joo | Qin Yiyuan Zhang Ning  | Aiko Miyamura Hisako Mizui    |
| Mixed        | Chen Xingdong Sun Man       | Liang Qing Peng Yun    | Chan Siu Kwong Chung Hoi Yuk  |
| Mixed        | Chen Xingdong Sun Man       | Liang Qing Peng Yun    | Chung Kwon Kim Mee-hyang      |
| Herrenteam   | Volksrepublik China         | Chinesisch Taipeh      | Hongkong                      |
| Herrenteam   | Volksrepublik China         | Chinesisch Taipeh      | Südkorea                      |
| Damenteam    | Volksrepublik China         | Südkorea               | Hongkong                      |
| Damenteam    | Volksrepublik China         | Südkorea               | Japan                         |

## Resultate

### Herreneinzel
- Lin Wei-chen –  Seiichi Watanabe: 15-4 / 15-4
- Chan Kin Ngai –  Takuya Katayama: 15-4 / 15-2
- Ri Yong-hwan –  Teng Shih Ee: 15-7 / 15-6
- Ge Cheng –  Joaquim Lobo: 15-7 / 15-0
- Chang Jeng-shyuang –  Ri Nam-chol: 15-10 / 15-12
- Dong Jiong –  Hideaki Motoyama: 15-7 / 15-4
- Kim Song-il - Sam Kai Chong: 15-7 / 15-6
- Hu Zhilang –  Wong Wai Lap: 17-15 / 15-11
- Kazuhiro Shimogami –  Chol Gyu Ri: 15-8 / 15-5
- Wan Zhengwen –  Liu En-hung: 15-10 / 15-4
- Fumihiko Machida –  Ng Liang Hua: 15-9 / 15-6
- Lin Liwen –  Leong Pui Lin: 15-10 / 15-1
- Lee Mou-chou –  Song Jun Pak: 15-8 / 15-9
- Liu Jun –  Lin Wei-chen: 15-6 / 15-2
- Chan Kin Ngai –  Ri Yong-hwan: 15-3 / 15-1
- Ahn Jae-chang –  Ge Cheng: 13-15 / 15-8 / 15-11
- Dong Jiong –  Chang Jeng-shyuang: 15-3 / 15-4
- Hu Zhilang –  Kim Song-il: 15-6 / 15-10
- Wan Zhengwen –  Kazuhiro Shimogami: 15-7 / 15-4
- Lin Liwen –  Fumihiko Machida: 15-9 / 15-4
- Lee Kwang-jin –  Lee Mou-chou: 15-2 / 15-11
- Liu Jun –  Chan Kin Ngai: 15-3 / 15-1
- Dong Jiong –  Ahn Jae-chang: 15-1 / 15-7
- Hu Zhilang –  Wan Zhengwen: 6-15 / 17-15 / 15-6
- Lee Kwang-jin –  Lin Liwen: 15-11 / 2-15 / 15-13
- Liu Jun –  Dong Jiong: 15-8 / 15-1
- Lee Kwang-jin –  Hu Zhilang: 15-5 / 15-8
- Liu Jun –  Lee Kwang-jin: 15-9 / 15-9

|  | Halbfinale | Halbfinale    | Halbfinale | Halbfinale | Halbfinale |  |  | Finale | Finale        | Finale | Finale | Finale |
|  |            |               |            |            |            |  |  |        |               |        |        |        |
|  |            |               |            |            |            |  |  |        |               |        |        |        |
|  |            | Liu Jun       | 15         | 15         |            |  |  |        |               |        |        |        |
|  |            | Dong Jiong    | 8          | 1          |            |  |  |        |               |        |        |        |
|  |            |               |            |            |            |  |  |        | Liu Jun       | 15     | 15     |        |
|  |            |               |            |            |            |  |  |        | Lee Kwang-jin | 9      | 9      |        |
|  |            | Hu Zhilang    | 5          | 8          |            |  |  |        |               |        |        |        |
|  |            | Lee Kwang-jin | 15         | 15         |            |  |  |        |               |        |        |        |
|  |            |               |            |            |            |  |  |        |               |        |        |        |

### Dameneinzel
- Lin Xiaoming –  Wong Chun Fan: 11-3 / 11-4
- Zhang Ning –  Cheng Yin Sat: 11-1 / 11-1
- Aiko Miyamura –  Kim Young Rim: 11-0 / 11-2
- Jihyun Marr –  Guo Jing: 11-4 / 11-5
- Hu Ning –  Kim Song-ok: 11-1 / 11-1
- Lin Xiaoming –  Yasuko Hayashi: 11-3 / 11-0
- Zhang Ning –  Park Jin-hyun: 3-11 / 11-7 / 12-10
- Wang Chen –  Myong Hui-rim: 11-1 / 11-2
- Shen Lianfeng –  Chan Oi Ni: 11-5 / 11-5
- Hisako Mizui –  Suk Hwa-yun: 11-1 / 11-1
- Jihyun Marr –  Aiko Miyamura: 11-5 / 11-6
- Lin Xiaoming –  Hu Ning: 12-11 / 11-5
- Zhang Ning –  Wang Chen: 8-11 / 11-5 / 11-8
- Shen Lianfeng –  Hisako Mizui: 12-9 / 10-12 / 11-2
- Lin Xiaoming –  Jihyun Marr: 8-11 / 12-11 / 11-1
- Shen Lianfeng –  Zhang Ning: 11-8 / 11-8
- Shen Lianfeng –  Lin Xiaoming: 11-3 / 11-7

|  | Halbfinale | Halbfinale    | Halbfinale | Halbfinale | Halbfinale |  |  | Finale | Finale        | Finale | Finale | Finale |
|  |            |               |            |            |            |  |  |        |               |        |        |        |
|  |            |               |            |            |            |  |  |        |               |        |        |        |
|  |            | Kim Ji-hyun   | 11         | 11         | 1          |  |  |        |               |        |        |        |
|  |            | Lin Xiaoming  | 8          | 12         | 11         |  |  |        |               |        |        |        |
|  |            |               |            |            |            |  |  |        | Lin Xiaoming  | 3      | 7      |        |
|  |            |               |            |            |            |  |  |        | Shen Lianfeng | 11     | 11     |        |
|  |            | Zhang Ning    | 8          | 8          |            |  |  |        |               |        |        |        |
|  |            | Shen Lianfeng | 11         | 11         |            |  |  |        |               |        |        |        |
|  |            |               |            |            |            |  |  |        |               |        |        |        |

### Herrendoppel
- Fumihiko Machida /  Koji Miya –  Ri Nam-chol /  Ri Yong-hwan: 15-4 / 15-0
- Huang Zhanzhong /  Liu Di –  Kim Song-il /  Song Jun Pak: 15-3 / 15-11
- Jiang Xin /  Ricky Yu Qi –  Myong Su Pak /  Chol Gyu Ri: 15-2 / 15-1
- Lee Yong-sun /  Yoo Yong-sung - Sam Kai Chong /  Sam Kin Chong: 15-0 / 15-2
- Ko Hsin-ming /  Yang Shih-jeng - Joaquim Lobo /  Mak Weng Heng: 15-7 / 15-4
- Fumihiko Machida /  Koji Miya –  Ng Pak Kum /  Wong Wai Lap: 15-6 / 12-15 / 15-6
- Huang Zhanzhong /  Liu Di –  Takuya Katayama /  Yuzo Kubota: 15-4 / 15-9
- Chan Siu Kwong /  Chow Kin Man –  Ieong Weng Seng /  Rosa Manuel Jose: 15-5 / 15-3
- Hideaki Motoyama /  Seiichi Watanabe –  Iek Weng Kai /  Leong Pui Lin: 15-1 / 15-3
- Kang Kyung-jin /  Kim Chul Joong –  Horng Shin-jeng /  Huang Chuan-chen: 15-9 / 15-9
- Jiang Xin /  Ricky Yu Qi –  Lee Yong-sun /  Yoo Yong-sung: 15-10 / 15-13
- Ko Hsin-ming /  Yang Shih-jeng –  Fumihiko Machida /  Koji Miya: 10-15 / 15-8 / 15-8
- Huang Zhanzhong /  Liu Di –  Chan Siu Kwong /  Chow Kin Man: 15-10 / 15-10
- Kang Kyung-jin /  Kim Chul Joong –  Hideaki Motoyama /  Seiichi Watanabe: 15-10 / 15-3
- Jiang Xin /  Ricky Yu Qi –  Ko Hsin-ming /  Yang Shih-jeng: 15-11 / 15-6
- Huang Zhanzhong /  Liu Di –  Kang Kyung-jin /  Kim Chul Joong: 15-5 / 6-15 / 15-7
- Jiang Xin /  Ricky Yu Qi –  Huang Zhanzhong /  Liu Di: 15-12 / 18-15

|  | Halbfinale | Halbfinale                    | Halbfinale | Halbfinale | Halbfinale |  |  | Finale | Finale                 | Finale | Finale | Finale |
|  |            |                               |            |            |            |  |  |        |                        |        |        |        |
|  |            |                               |            |            |            |  |  |        |                        |        |        |        |
|  |            | Jiang Xin Yu Qi               | 15         | 15         |            |  |  |        |                        |        |        |        |
|  |            | Ger Shin-ming Yang Shih-jeng  | 11         | 6          |            |  |  |        |                        |        |        |        |
|  |            |                               |            |            |            |  |  |        | Jiang Xin Yu Qi        | 15     | 18     |        |
|  |            |                               |            |            |            |  |  |        | Huang Zhanzhong Liu Di | 12     | 15     |        |
|  |            | Huang Zhanzhong Liu Di        | 15         | 6          | 15         |  |  |        |                        |        |        |        |
|  |            | Kang Kyung-jin Kim Chul-joong | 5          | 15         | 7          |  |  |        |                        |        |        |        |
|  |            |                               |            |            |            |  |  |        |                        |        |        |        |

### Damendoppel
- Kim Shin-young /  Shon Hye-joo –  Miwa Kai /  Keiko Nakahara: 15-5 / 15-5
- Ngan Fai /  Tung Chau Man –  Kim Young Rim /  Suk Hwa-yun: 15-6 / 15-2
- Choi Ma-ree /  Jang Hye-ock –  Chung Hoi Yuk /  Wong Chun Fan: 13-15 / 15-1 / 15-12
- Guo Jing /  Lin Xiaoming –  Kim Song-ok /  Myong Hui-rim: 15-7 / 15-2
- Qin Yiyuan /  Zhang Ning –  Chan Oi Ni /  Cheng Yin Sat: 15-5 / 15-5
- Kim Shin-young /  Shon Hye-joo –  Chen Ying /  Wu Yuhong: 4-15 / 15-10 / 15-10
- Aiko Miyamura /  Hisako Mizui –  Ngan Fai /  Tung Chau Man: 15-10 / 15-9
- Guo Jing /  Lin Xiaoming –  Choi Ma-ree /  Jang Hye-ock: 9-15 / 18-13 / 15-10
- Qin Yiyuan /  Zhang Ning –  Tomomi Matsuo /  Kyoko Sasage: 8-15 / 15-7 / 15-12
- Kim Shin-young /  Shon Hye-joo –  Aiko Miyamura /  Hisako Mizui: 13-18 / 15-7 / 15-5
- Qin Yiyuan /  Zhang Ning –  Guo Jing /  Lin Xiaoming: 15-13 / 15-9
- Kim Shin-young /  Shon Hye-joo –  Qin Yiyuan /  Zhang Ning: 15-12 / 15-11

|  | Halbfinale | Halbfinale                  | Halbfinale | Halbfinale | Halbfinale |  |  | Finale | Finale                      | Finale | Finale | Finale |
|  |            |                             |            |            |            |  |  |        |                             |        |        |        |
|  |            |                             |            |            |            |  |  |        |                             |        |        |        |
|  |            | Kim Shin-young Shon Hye-joo | 13         | 15         | 15         |  |  |        |                             |        |        |        |
|  |            | Aiko Miyamura Hisako Mizui  | 18         | 7          | 5          |  |  |        |                             |        |        |        |
|  |            |                             |            |            |            |  |  |        | Kim Shin-young Shon Hye-joo | 15     | 15     |        |
|  |            |                             |            |            |            |  |  |        | Qin Yiyuan Zhang Ning       | 12     | 11     |        |
|  |            | Guo Jing Lin Xiaoming       | 13         | 9          |            |  |  |        |                             |        |        |        |
|  |            | Qin Yiyuan Zhang Ning       | 15         | 15         |            |  |  |        |                             |        |        |        |
|  |            |                             |            |            |            |  |  |        |                             |        |        |        |

### Mixed
- Takuya Katayama /  Kyoko Sasage –  Ng Pak Kum /  Tung Chau Man: 15-11 / 15-18 / 15-11
- Yuzo Kubota /  Keiko Nakahara –  Ri Yong-hwan /  Myong Hui-rim: 15-5 / 15-6
- Koji Miya /  Miwa Kai –  Kim Young-gil /  Lee Joo Hyun: 18-16 / 18-13
- Seiichi Watanabe /  Tomomi Matsuo –  Kim Song-il /  Kim Song-ok: w.o.
- Chen Xingdong /  Sun Man –  Takuya Katayama /  Kyoko Sasage: 15-6 / 15-2
- Chung Kwon /  Kim Mee-hyang –  Seiichi Watanabe /  Tomomi Matsuo: 18-15 / 15-11
- Liang Qing /  Grace Peng Yun –  Yuzo Kubota /  Keiko Nakahara: 15-2 / 15-7
- Chan Siu Kwong /  Chung Hoi Yuk –  Koji Miya /  Miwa Kai: 15-9 / 15-10
- Chen Xingdong /  Sun Man –  Chung Kwon /  Kim Mee-hyang: 15-7 / 15-5
- Liang Qing /  Grace Peng Yun –  Chan Siu Kwong /  Chung Hoi Yuk: 15-12 / 15-11
- Chen Xingdong /  Sun Man –  Liang Qing /  Grace Peng Yun: 15-3 / 15-13

|  | Halbfinale | Halbfinale                   | Halbfinale | Halbfinale | Halbfinale |  |  | Finale | Finale                | Finale | Finale | Finale |
|  |            |                              |            |            |            |  |  |        |                       |        |        |        |
|  |            |                              |            |            |            |  |  |        |                       |        |        |        |
|  |            | Chen Xingdong Sun Man        | 15         | 15         |            |  |  |        |                       |        |        |        |
|  |            | Chung Kwon Kim Mee-hyang     | 7          | 5          |            |  |  |        |                       |        |        |        |
|  |            |                              |            |            |            |  |  |        | Chen Xingdong Sun Man | 15     | 15     |        |
|  |            |                              |            |            |            |  |  |        | Liang Qing Peng Yun   | 3      | 13     |        |
|  |            | Liang Qing Peng Yun          | 15         | 15         |            |  |  |        |                       |        |        |        |
|  |            | Chan Siu Kwong Chung Hoi Yuk | 12         | 11         |            |  |  |        |                       |        |        |        |
|  |            |                              |            |            |            |  |  |        |                       |        |        |        |